# Biton
Biton är ett släkte av spindeldjur. Biton ingår i familjen Daesiidae.

## Dottertaxa tillBiton, i alfabetisk ordning[1]
- Biton adamanteus
- Biton arenicola
- Biton bellulus
- Biton bernardi
- Biton betschuanicus
- Biton browni
- Biton brunneus
- Biton brunnipes
- Biton cataractus
- Biton crassidens
- Biton cursorius
- Biton divaricatus
- Biton ehrenbergi
- Biton fallax
- Biton fessanus
- Biton fuscipes
- Biton fuscus
- Biton gaerdesi
- Biton gariesensis
- Biton haackei
- Biton habereri
- Biton hottentottus
- Biton kolbei
- Biton kraekolbei
- Biton laminatus
- Biton leipoldti
- Biton lineatus
- Biton lividus
- Biton longisetosus
- Biton magnifrons
- Biton monodentatus
- Biton mossambicus
- Biton namaqua
- Biton ovambicus
- Biton pallidus
- Biton pearsoni
- Biton persicus
- Biton philbyi
- Biton pimenteli
- Biton planirostris
- Biton ragazzii
- Biton rhodesianus
- Biton roeweri
- Biton rossicus
- Biton sabulosus
- Biton schelkovnikovi
- Biton schreineri
- Biton schultzei
- Biton simoni
- Biton striatus
- Biton subulatus
- Biton tarabulus
- Biton tauricus
- Biton tenuifalcis
- Biton tigrinus
- Biton transvaalensis
- Biton triseriatus
- Biton truncatidens
- Biton tunetanus
- Biton turkestanus
- Biton vachoni
- Biton velox
- Biton werneri
- Biton wicki
- Biton villiersi
- Biton villosus
- Biton xerxes
- Biton zederbaueri